# Skala Denver
Skala Denver, The Denver Developmental Screening Test (DDST) – powszechnie używany test przesiewowy wykorzystywany do wyszukiwania zaburzeń na tle rozwoju psychoruchowego u dzieci w wieku przedszkolnym. Test został skonstruowany przez Williama K. Frankenburga i po raz pierwszy wprowadzony przez Josiah B. Dobbs’a w 1967 roku. Zrewidowany Test Denver (DENVER II), który służy ocenie dzieci w wieku od urodzenia do ukończenia 5 roku życia, jest obecnie sprzedawany przez Denver Developmental Materials, Inc., w Denver.
Skala odzwierciedla jaki odsetek danej grupy wiekowej jest zdolny wykonywać określone zadania. W teście przeprowadzonym przez pediatrę lub inną osobę wykwalifikowaną w ochronie zdrowia ocenia się zdolność wykonywania zadań zleconych dziecku w porównaniu z rozkładem wśród populacji rówieśniczej. W teście zakłada się, że dziecko w określonym wieku uzyskuje kolejne kamienie milowe własnego rozwoju psychoruchowego (tj. >75-100% w określonym wieku uzyskuje zdolność wykonywania pewnych zadań). Zadania podzielone są na cztery kategorie:
- indywidualno-społeczna (np. uśmiech społeczny),
- koordynacja wzrokowo-ruchowa (np. rysowanie),
- mowa (np. używanie dwóch słów)
- lokomocja i kontrola postawy (np. stanie bez podtrzymywania);

Zgodnie z badaniami Agencji Zdrowia Publicznego Kanady skala Denver jest najczęściej stosowanym testem używanym do poszukiwania zaburzeń u dzieci. Badanie to potwierdza użyteczność testu w poszukiwaniu poważnych wad rozwojowych, niemniej sam test został skrytykowany za nieuwzględnianie mniej poważnych wad lub szczególnych problemów. Krytyka odnosi się również do Skali DENVER II. Frankenburg odniósł się do krytyki, wskazując, że Skala Denver nie jest narzędziem dającym ostateczną diagnozę, ale jest szybką metodą skryningową obejmującą dużą populację dzieci w celu wychwycenia dzieci z nieprawidłowościami rozwojowymi, które powinny być poddane dalszemu badaniu.
Skala DENVER II została opublikowana w 1992 roku. Została standaryzowana na populacji 2,096 dzieci. Jego interpretacja w odniesieniu do pierwowzoru została nieco zmieniona i kładzie większy nacisk na porównywanie kilku osiągnięć dziecka jednocześnie – można to porównać do oceny wzrostu dziecka przez pediatrów, gdzie wzrost jest porównywany z innymi parametrami takimi jak wysokość, waga czy obwód głowy.
Test oparty na skali DENVER II odróżnia się od innych testów skryningowych oceniających rozwój 5 cechami:
- Jego dokładność opiera się na szczegółowej i ostrożnej standaryzacji odzwierciedlającej spis ludności amerykańskiej z 1980 roku. Większość innych testów skryningowych badających rozwój psychoruchowy opierają swoją dokładność o statystyczną ocenę cechy czułości i swoistości, a w ocenie tej należy uwzględnić pewne wady: małą próbę populacji ogólnej, uchybienia przy kwalifikacji do grupy badanej, wady grupy kontrolnej, wady przeprowadzania badania, wady ostatecznej oceny badania i tzw. „utrata grupy badanej i kontrolnej”, czyli po zakończeniu randomizowanego badania kontrolowanego dla testu skryningowego wstępna grupa zakwalifikowanych do badania została zmniejszona i następuje utrata danych końcowych[6][7][8].
- Test w formie graficznej przedstawia wiek w którym ≥25%, ≥50%, ≥75% i ≥90% dzieci potrafi wykonywać daną czynność, dlatego pozwala badającemu dziecko ocenić tzw. tempo rozwoju dziecka, a porównując osiągnięcia między sobą pozwala na ocenę tzw. rytmu rozwoju dziecka – z reguły bardzo indywidualnego, dając ogólny obraz rozwoju psychoruchowego dziecka.
- Za pomocą skali umieszczonej na jednej stronie można w sposób obrazowy przedstawić wynik rodzicowi – jak wygląda rozwój jego dziecka w odniesieniu do populacji ogólnej dla danej grupy wiekowej.
- Test ma oddzielne normy dla podgrup populacji uwzględniających płeć, pochodzenie etniczne i wykształcenie matki.
- Test oparty jest na bezpośredniej obserwacji dziecka przez badającego, a nie na wywiadzie zebranym od rodzica.

Unikalne cechy testu i łatwość jego używania i interpretacji przyczyniły się do jego szerokiego rozpowszechnienia się w praktyce pediatrycznej, w klinikach pediatrycznych, w prywatnej praktyce lekarskiej, w programach nauczania studium pielęgniarskiego i innych. Test oparty na wcześniejszej skali oraz test dla skali DENVER II został przetłumaczony na wiele języków i jest wystandaryzowany na liczących ponad 1000 osób populacjach dziecięcych w 12 krajach, spełniając normy narodowe. Stąd test szybko rozpowszechnił się na całym świecie.
Obecnie w użyciu są również inne metody oceny rozwoju psychoruchowego.